# پاریوانا
پاریوانا (به اسپانیایی: Pariwana) یک کوه در پرو است که در Peru, Puno Region واقع شده‌است. پاریوانا ۵٬۰۲۲ متر بالاتر از سطح دریا واقع شده‌است.